# Clinocera peniscissa
Clinocera peniscissa är en tvåvingeart som först beskrevs av Becker 1889.  Clinocera peniscissa ingår i släktet Clinocera och familjen dansflugor. Inga underarter finns listade i Catalogue of Life.